# Canal de Peary

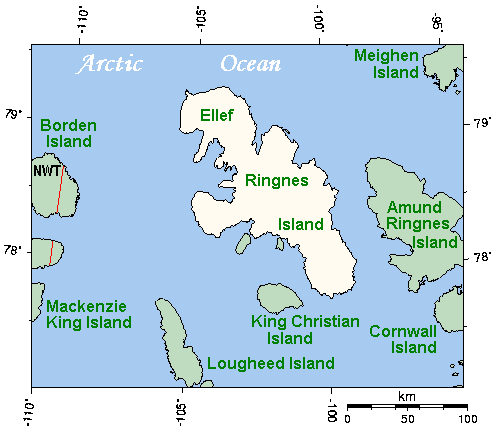
Localització del Canal de Peary, a l'Arxipèlag Àrtic Canadenc, a l'extrem superior dret.

El Canal de Peary és un braç de l'oceà Àrtic que es troba a l'Arxipèlag Àrtic Canadenc. Es troba entre el sud-est de l'illa de Meighen, al nord, l'illa d'Axel Heiberg, a l'est, l'illa d'Amund Ringnes al sud-est, i l'illa d'Ellef Ringnes al sud. El canal té una longitud d'uns 193 km i una amplada de 97 km.
Administrativament, pertany al territori de Nunavut. Porta el nom en honor de l'explorador estatunidenc Robert Peary, un dels conqueridors del pol Nord.

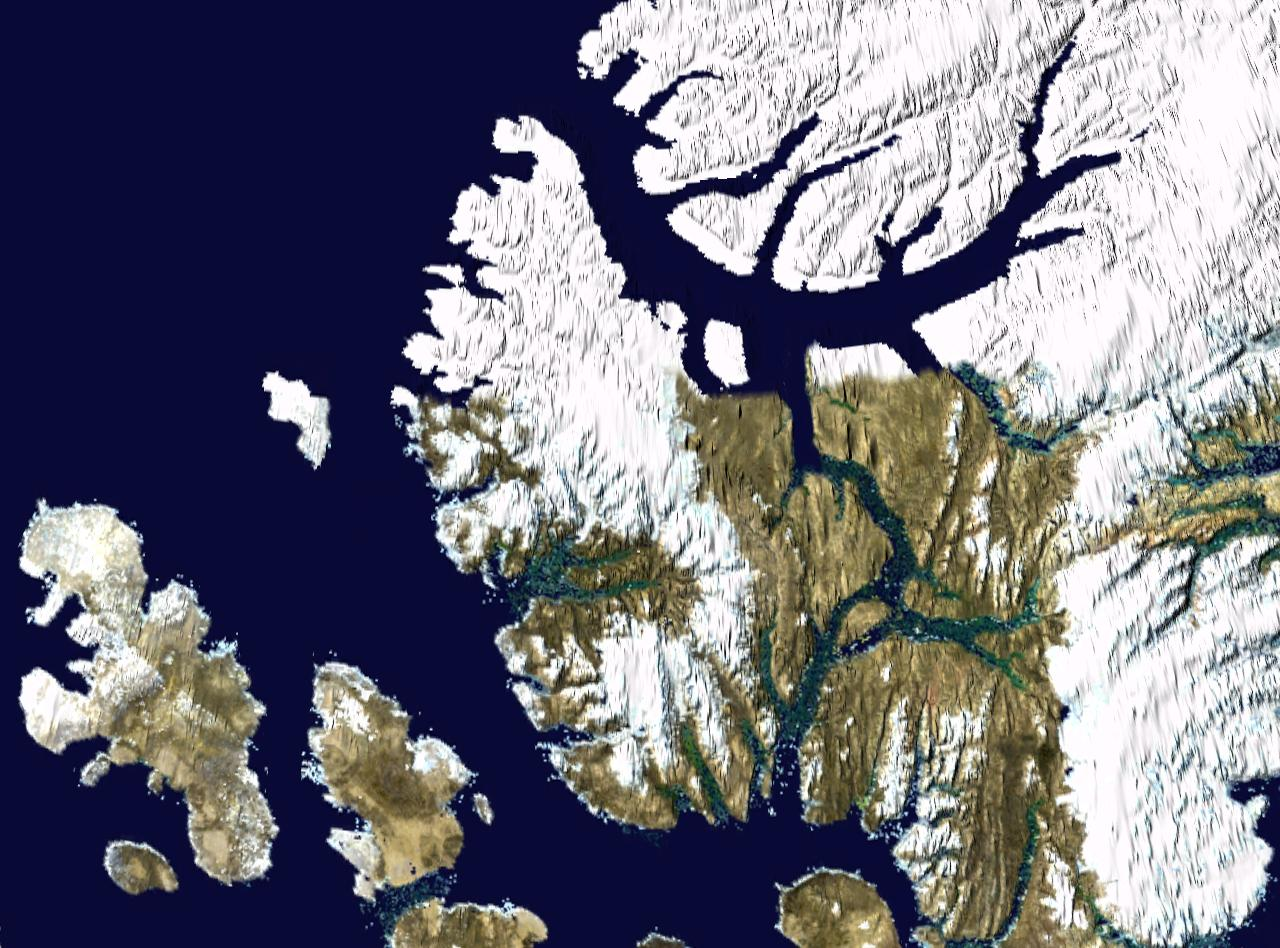
Fotografia per satèl·lit del Canal de Peary.